# Руст

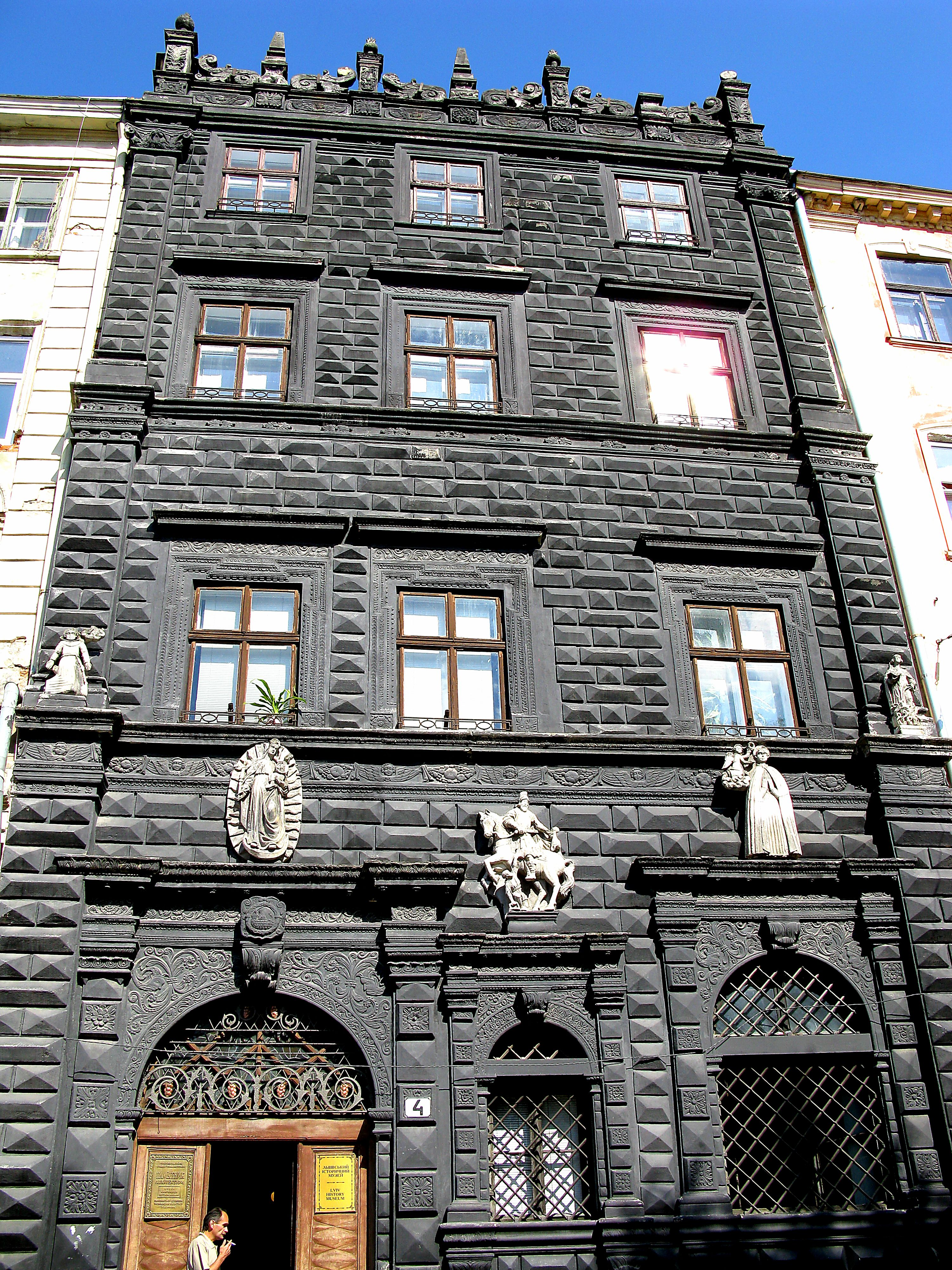
Чорна кам'яниця у Львові

Руст (лат. rusticus — «грубий, необроблений, сільський», від rūs — «село») — камінь з грубо обтесаною лицьовою поверхнею.
Рустика — рельєфне мурування або облицювання рустом.

## Рельєфні мурування
- Рустування діамантове — квадрати (прямокутники) мають форму чотиригранних пірамід. Часто застосовувалось в архітектурі ренесансу, бароко.
- Рустування дощате, стрічкове, французьке — декорування тинькованої стіни безперервними горизонтальним лініями без вертикальних швів. Ширина стрічки має бути більша за ширину міжрустя.
- Рустування квадрове — виконане з призматичних блоків.
- Рустування клинчасте — завершення ніші чи прорізу (віконного, дверного) трапецієподібним замковим каменем, що фланкується меншими клинчастими каменями.
- Рустування рване, природне — зроблене з каменів різного розміру та форми з необробленою поверхнею.

Руст продовжує широко застосовуватись в архітектурі.

## Галерея

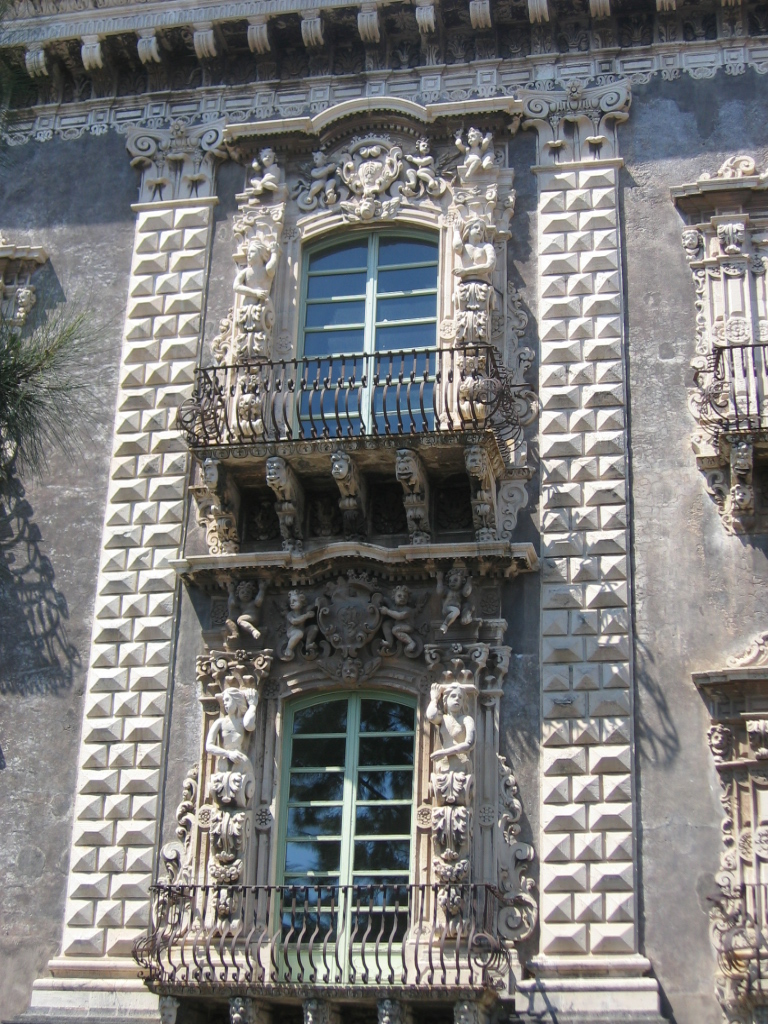
Руст будівлі університету в Катанії
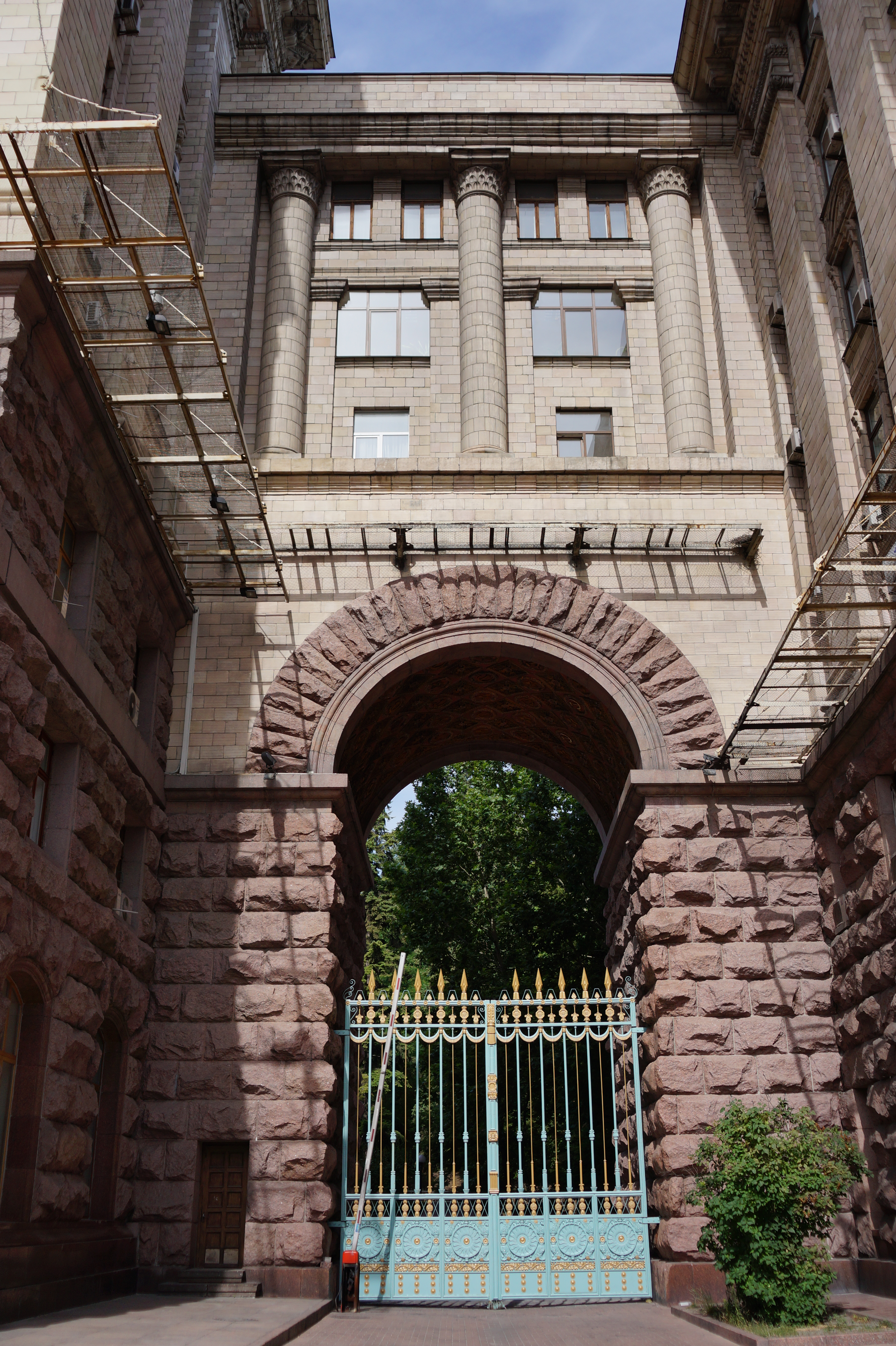
Рустування будинку на вулиці Хрещатик 34, Київ
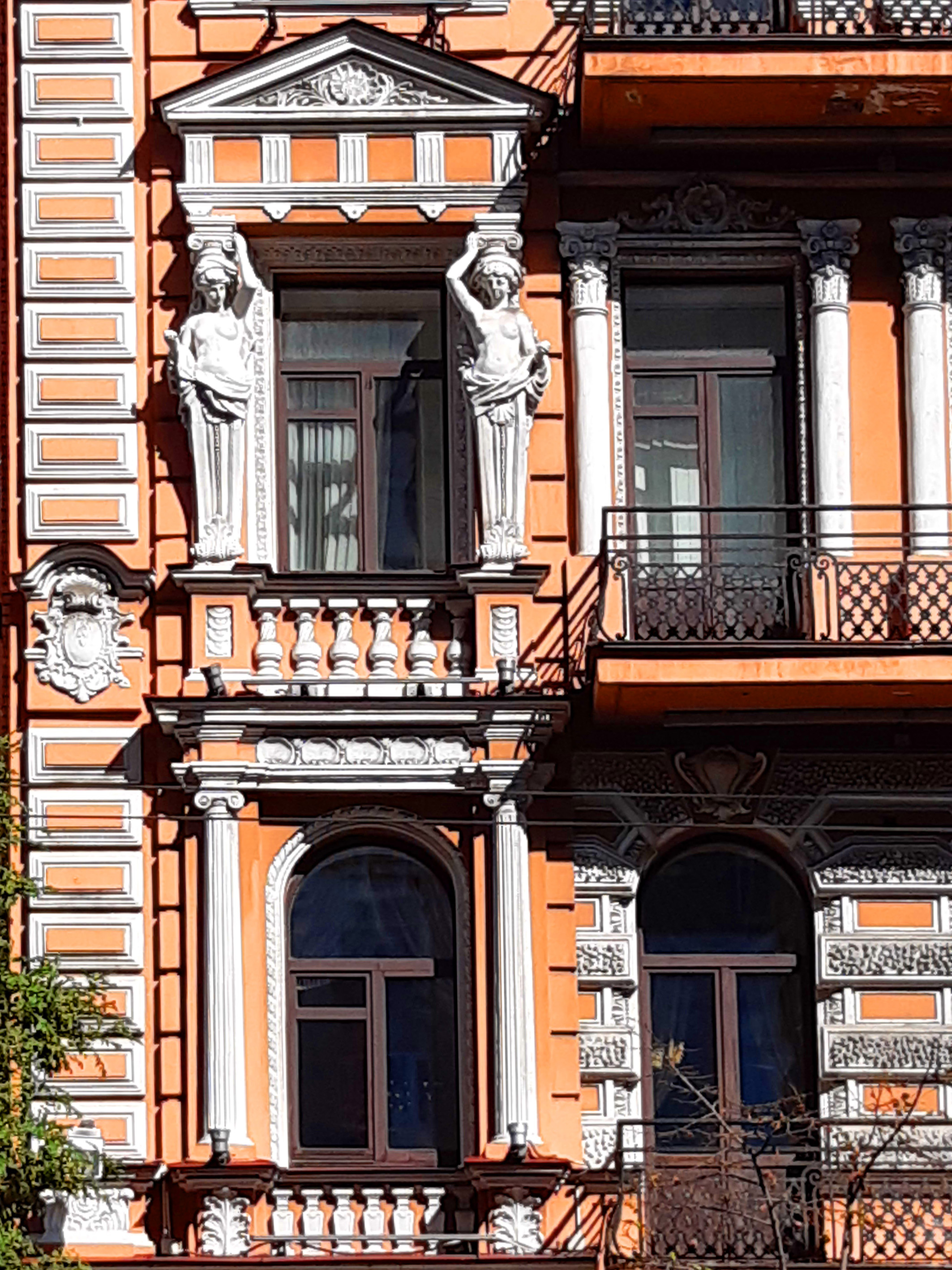
Рустування будинку Клуга
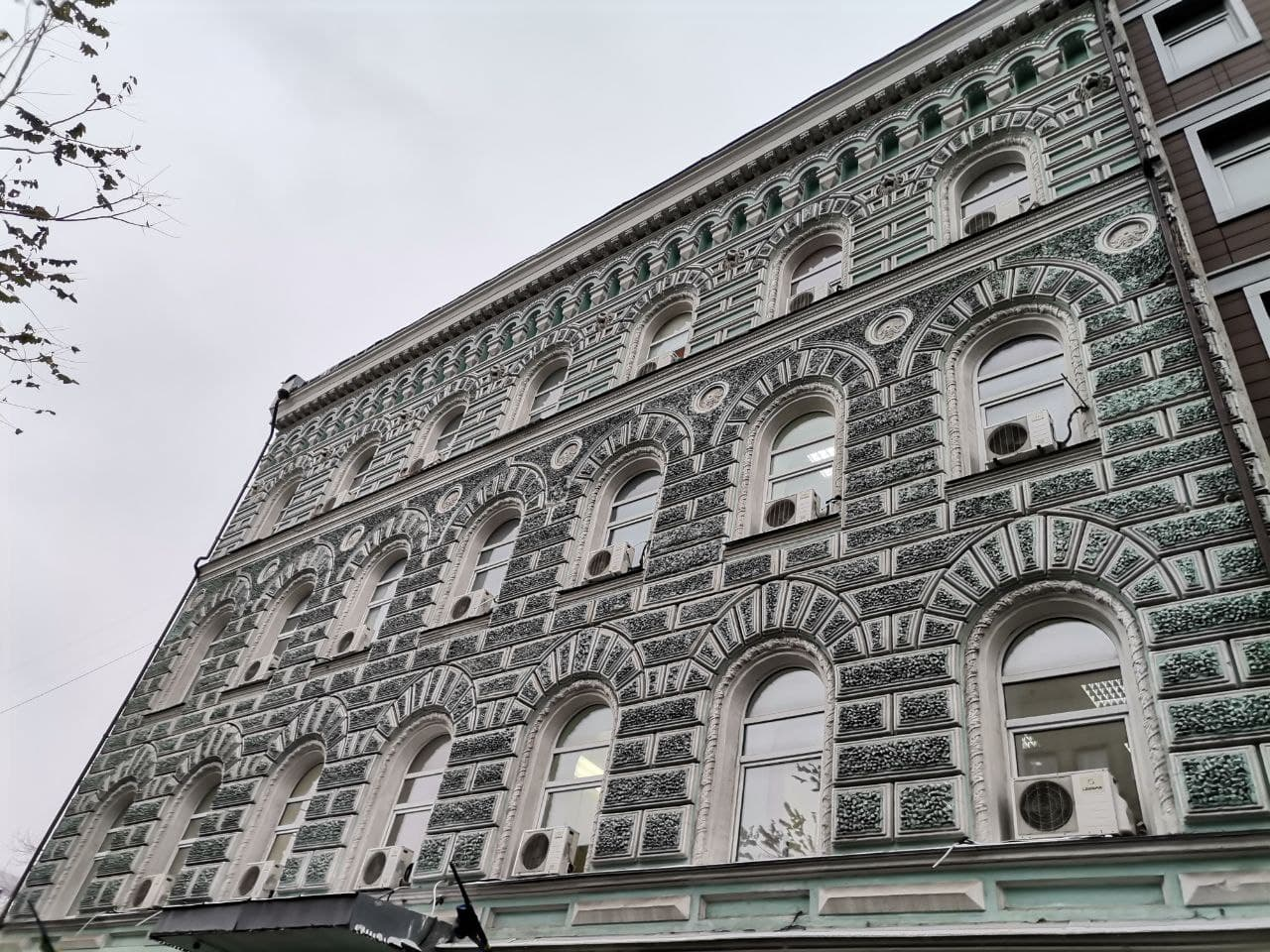
Будинок на вулиці Жилянській 120а